# Migas toddae
Migas toddae is een spinnensoort in de taxonomische indeling van de Migidae.
Het dier behoort tot het geslacht Migas. De wetenschappelijke naam van de soort werd voor het eerst geldig gepubliceerd in 1968 door Cecil Louis Wilton.